# Карл Асмунд Рудольфі
Карл Асмунд Рудольфі (нім. Karl Asmund Rudolphi; 14 липня 1771, Стокгольм, Швеція - 29 листопада 1832, Берлін, Королівство Пруссія) — німецький ботанік, зоолог і паразитолог шведського походження, відомий як «батько гельмінтології».